# Myrmecaelurus saudiarabicus
Myrmecaelurus saudiarabicus är en insektsart som beskrevs av Hölzel 1982. Myrmecaelurus saudiarabicus ingår i släktet Myrmecaelurus och familjen myrlejonsländor. Inga underarter finns listade i Catalogue of Life.